# Мелан (коммуна)
Мела́н (фр. Meylan) — коммуна во Франции, находится в регионе Рона — Альпы. Департамент коммуны — Изер. Входит в состав кантона Мелан. Округ коммуны — Гренобль.
Код INSEE коммуны — 38229. Население коммуны на 2007 год составляло 17 200 человек. Населённый пункт находится на высоте от 206  до 1313  метров над уровнем моря. Муниципалитет расположен на расстоянии около 490 км юго-восточнее Парижа, 100 км юго-восточнее Лиона, 5 км северо-восточнее Гренобля. Мэр коммуны — Marie-Christine Tardy, мандат действует на протяжении 2008—2014 гг.
Динамика населения (INSEE):